# Gedong Kirtya
Gedong Kirtya is een museum over Balinese palmbladmanuscripten in de Indonesische plaats Singaraja.
Het museum is in 1928 opgericht en kwam onder beheer van de stichting Kirtya Liefrinck-Van der Tuuk. De stichting is vernoemd naar taalkundige Herman Neubronner van der Tuuk en bestuursambtenaar Frederik Albert Liefrinck. Kirtya staat in de naam voor stichting en werd ingebracht door de vorst van Buleleng I Gusti Putu Djelantik. Initiatiefnemer van het museum was resident Leonardus Johannes Jacobus Caron. De officiële opening werd verricht door de gouverneur-generaal van Nederlands-Indië Andries Cornelis Dirk de Graeff op 14 september 1928.
De stichting kreeg als doel alle palmbladmanuscripten te catalogiseren en manuscripten die niet kunnen worden afgestaan te kopiëren. Daarnaast stond onderzoek naar godsdienst en cultuur van Bali centraal. Kennis werd verspreid door de uitgave van Mededeelingen van de Kirtya Liefrinck- Van der Tuuk in samenwerking met het Java-Instituut. De palmbladcollectie werd vanaf 1931 sterk uitgebreid door Roelof Goris en bibliothecaris I Wayan Bhadra.

## Collectie
De collectie omvat 1750 palmbladmanuscripten. Ze worden gesorteerd bewaard in speciale houten kisten. Daarnaast omvat de collectie 8480 boeken over religie, taalwetenschappen en Balinese cultuur.
In 1980 zijn door Christiaan Hooykaas 503 transcripties van deze manuscripten aan het KITLV nagelaten. In 2014 werden deze in bruikleen gegeven aan de Universiteitsbibliotheek Leiden.

## Huisvesting
Het museum en bibliotheek is gevestigd in een gebouw dat zich bevindt op het terrein van het oude paleis van het Buleleng-koninkrijk, Sasana Budaya. Het gebouw is ingeschreven als cultureel erfgoed onder nummer 3/14-08/STS/53.